# Onthophagus simpliciceps
Onthophagus simpliciceps là một loài bọ cánh cứng trong họ Bọ hung (Scarabaeidae).